# Звания полиции Израиля
Звания полиции Израиля (ивр. דרגות משטרת ישראל‎) — система званий, принятая в структуре полиции государства Израиль, включая структуру Пограничной стражи.
Израильская полиция представляет собой иерархическую организацию, в которой есть командиры и подчиненные. Каждый новобранец начинает свою службу в определенном звании и поднимается по служебной лестнице в соответствии со своими навыками и в соответствии с пройденными курсами и ступенями обучения.
Звания пограничной стражи (МАГАВ), которая является частью израильской полиции, такие же как в обычной («синей») полиции. Что отличает полицейских пограничной стражи от обычной полиции, так это фоновый цвет звания, который похож на цвет униформы, которую они носят.

## Звания полицейских
Полицейские в званиях до «рав-самаль» (включительно) носят знаки различия на воротнике рубашки, а в пограничной страже до «самаль ришон» крепятся застежкой на левом плече.
| Классифиция                             | Шотер     | Рав-шотер (рашат) | Самаль шени (самаш) | Самаль ришон (самар) | Рав-самаль (расаль) |
| --------------------------------------- | --------- | ----------------- | ------------------- | -------------------- | ------------------- |
| Наименование звания на английском языке | Constable | Corporal          | Sergeant            | Staff sergeant       | Sergeant Major      |
| Знаки различия                          |           |                   |                     |                      |                     |

## Звания унтер-офицеров
Звания от «рав-самаль-ришон» до «рав-нагад» включительно носятся на погонах рубашки, свитера или куртки.
| Классифиция                             | Рав-самаль-ришон     | Рав-самаль-миткадем           | Рав-самаль-бахир (расаб)    | Рав-нагад (ранаг)               |
| --------------------------------------- | -------------------- | ----------------------------- | --------------------------- | ------------------------------- |
| Наименование звания на английском языке | Staff Sergeant Major | Advanced Staff Sergeant Major | Senior Staff Sergeant Major | Senior Non-Commissioned Officer |
| Знаки различия                          |                      |                               |                             |                                 |

## Курсантские звания на офицерских курсах
Курсантские звания офицерского курса :
|                | Курс специальных офицеров (совместная часть) | Курс специальных офицеров (ведомственная часть) | Курс младших офицеров штаба | Курс офицера полиции |
| -------------- | -------------------------------------------- | ----------------------------------------------- | --------------------------- | -------------------- |
| Знаки различия |                                              |                                                 |                             |                      |

## Офицерские звания
Офицерские знаки различия носятся на плечах в предназначенных для этого погонах.
| Классифиция         | Название на английском языке                        | Знаки различия | Назначение |
| ------------------- | --------------------------------------------------- | -------------- | --- |
| Цоэр                | Officer Cadet                                       |                | Кадет на офицерских курсах |
| Мефакеах мишне      | Sub-Inspector                                       |                | |
| Мефакеах            | Inspector                                           |                | Патрульные в районах и на станциях Следователи по районам, участкам и областям Разведчики и оперуполномоченные в районах, резидентурах и областях Командиры отделов и групп в Пограничной охране |
| Пакад               | Chief Inspector                                     |                | Руководители отделов в полицейских участках (таких как следственный отдел, отдел детективной разведки, полицейский и общественный отдел) Офицеры патрулирования в районах или станциях, где ранг командира станции является заместителем начальника (например, Нетания и Беэр-Шева) Детективы и следователи в районных отделениях полиции и в Лахав 433 Офицеры отряда в национальном штабе Сотрудники патрульно-постовой службы дорожной полиции Заместители командиров рот/частей Пограничной охраны Патрульные лесных отделов полиции |
| Рав-пакад (рапак)   | Superintendent                                      |                | Офицеры отделов в участках полиции Руководители отделов на станциях полиции Руководители подразделений в дорожной полиции Заместители командиров станций полиции Главы отделов в центральном подразделении и в Лахав 433 Командиры рот и частей пограничной стражи Заместители руководителей филиалов в районах Помощники командующих округами / начальники отделов Заместители начальников отделов национального штаба Начальники отрядов в национальном штабе Заместители командиров лесных отделов полиции                            |
| Сган ницав (санац)  | Chief Superintendent                                |                | Заместители командующих районами Офицеры районных отделов полиции Командиры полицейских участков Заместители командиров участков, где звание командира участка ницав мишне (например, Нетания и Беэр-Шева) Главы филиалов в округах и в Минобороны Командиры штабов в региональных советах и национальных подразделениях (таких как Ялак или Яхбал) Руководители отделов в национальном штабе Командиры крупных рот пограничной стражи Командиры лесных отделов полиции                                                                  |
| Ницав мишне (нацам) | Commander                                           |                | Командиры зон в Синей полиции или пограничной страже Командиры полицейских станций в ранге заместителя начальника (например, Нетания или Беэр-Шева) Офицеры отделов в штабах округов полиции Начальники районной полиции Руководители отделов в национальном штабе Заместители начальников отделов национального штаба Заместители командиров районов (например, районы Шарон или Негев) Заместители командиров национальных частей (таких как Ялак или Яхбал) Руководители национальных подразделений (например, Ялак или Яхбал)        |
| Тат-ницав (танац)   | Brigadier General                                   |                | Заместители командующих округами Заместители начальников отделов национального штаба Командир учебной базы пограничной стражи Заместитель командующего пограничной стражи Командиры районов (например, районы Шарон или Негев) Командиры национальных подразделений (таких как Ялак или Яхбал) Начальники подразделений национального штаба полиции |
| Ницав               | Major General                                       |                | Заместитель генерального инспектора полиции Израиля Командующие округами Начальники подразделений национального штаба Командир пограничной охраны Командир подразделения Лахав 433 Секретарь по безопасности в министерстве национальной безопасности |
| Рав-ницав (ранац)   | Inspector General/Lieutenant General (Commissioner) |                | Генеральный инспектор полиции Израиля |

## Названия званий
С созданием израильской полиции шкала званий и их имена были заимствованы из шкалы званий британской полиции. В 1958 году для существовавших до этого времени званий были утверждены еврейские названия, а на более позднем этапе добавилось звание «тат-ницав». Еврейские обозначения были приняты с помощью поэтов Авраама Шалонского и Ицхака Шалу и Академии языка иврит, а использование слова «ницав» было предложено директором школы в Ноф-Яме, Добшани, опираясь на 3-ю Книгу Царств, глава 4, стих 7: «И было у Соломона двенадцать приставников (ницавим) над всем Израилем».

## Повышение в звании
Обычно офицер полиции продвигается по служебной лестнице после выполнения ряда условий, таких как: прохождение минимального периода времени («пазам») в предыдущем звании, прохождение курсов и тренировок, выполнение различных должностей, а также решение комитета по продвижению, в зависимости от сектора, к которому он принадлежит. Однако в особых случаях сотрудник полиции будет продвигаться в исключительном порядке:
- Особые заслуги: Иногда повышение в звании совершается внезапно из-за особых заслуг. Примером этого может служить немедленное повышение по службе, предоставленное Генеральным инспектором полицейскому, который уничтожил второго террориста во время теракта в Димоне в феврале 2008 года, прежде чем он успел привести в действие имевшееся у него взрывное устройство.
- Смерть полицейского: Когда полицейский умирает или погибает во время службы в полиции, есть возможность получить повышение на одно звание. Для применения повышения в должности полицейского требуются определенные условия, и для этого созывается специальная комиссия с полномочиями его утверждения. Свидетельство о новом звании выдаётся членам семьи полицейского в особой церемонии, но день смерти полицейского задним числом определяется как день его повышения по службе[4].
- Представительское звание: Для каждого ранга полицейского, представляющего Полицию Израиля за границей, существует звание, который полицейский должен иметь в соответствии со своей должностью (обычно звание старшего офицера). Полицейскому временно присваивается требуемое звание, пока он находится в этой представительной должности. По окончании занимания представительской должности полицейский возвращается на своё первоначальное звание[5].

## История
С момента создания израильской полиции звания в организации прошли процессы корректировки и улучшения самой шкалы званий и символов, которые представляют звания на униформе полицейского.

### Исторические звания
|                                    |                                          |                                          |                                          |                                          |
| Звания полиции Израиля в 1948 году | Звания полиции Израиля в 1949—1958 годах | Звания полиции Израиля в 1958—1970 годах | Звания израильской полиции в 1970-е годы | Звания израильской полиции в 1980-е годы |

| |
| Первый генеральный инспектор полиции Иехезкель Сахар (стоит) беседует с Голдой Меир и Давидом Ремезом в 1949 году со знаками различия ха-мефакеах ха-клали |

### Изменения наименования званий
| Мефакеах шени             | Мефакеах мишне |
| Мефакеах ришон            | Мефакеах       |
| Озер мефакеах мехози      | Пакад          |
| Сган мефакеах мехози      | Рав-пакад      |
| Рош махлака               | Сган-ницав     |
| Мефакеах мехози           | Ницав мишне    |
| Сган ха-мефакеах ха-клали | Ницав          |

В 1970 году название звание «ха-мефакеах ха-клали» было изменено на «рав-ницав». 
В 1971 году было введено звание «тат-ницав». 

### Символы звания и их ношение
Звания полицейских
В период до октября — ноября 2008 года звания от «рав-шотер» до «рав-самаль» (включительно) носились (как правило пришитыми) на правом рукаве рубашки или кофты, но не на рукаве куртки.
Знаки различия представляли собой от одной до трех лент из белой ткани, ширина которых равнялась ширине рукава. Фон, разграничивающий ленты, был синим для синей полиции или оливково-зеленым для пограничной стражи.
Ленты надевались на рукав вершиной угла вниз, на расстоянии 20 см от шва погона.
В знак звания «рав-самаль» входила также металлическая булавка в виде виноградного листа, которую носили на расстоянии около 1 см выше вершины угла верхней ленты в тканых знаках отличия.
| Классифиция    | Шотер | Рав-шотер | Самаль шени | Самаль ришон | Рав-самаль |
| -------------- | ----- | --------- | ----------- | ------------ | ---------- |
| Знаки различия |       |           |             |              |            |

#### Символы званий унтер-офицеров в прошлом
С 70-х годов XX века и до 1994 года унтер-офицеры носили знаки различия на летней форме одежды в виде наручных часов.
| Классифиция    | Рав-самаль ришон | Рав-самаль миткадем | Рав-самаль бахир | Рав-нагад |
| -------------- | ---------------- | ------------------- | ---------------- | --------- |
| Знаки различия |                  |                     |                  |           |

#### Символы званий унтер-офицеров до ноября 2008 года
Звания от «рав-самаль ришон» до" рав-нагад" (включительно) носили на правом и левом лацкане воротника рубашки, близко к краю лацкана.
Знак различия представлял собой металлическую булавку серебристого цвета, с круглым пластиковым фоном в цвет звания — никакой разницы между синей полицией и пограничной стражей не было. 
| Классифиция    | Рав-самаль ришон | Рав-самаль миткадем | Рав-самаль бахир | Рав-нагад |
| -------------- | ---------------- | ------------------- | ---------------- | --------- |
| Знаки различия |                  |                     |                  |           |

### Новые полицейские звания
После жалоб унтер-офицеров на незаметность знаков различия (особенно зимой, в свете того, что знаки различия унтер-офицеров не носят на куртках) была проведена совместная штабная работа Отделом кадров полиции и Отделом материально-технического обеспечения полиции и представлен отчёт об изменении обозначения званий и способа ношения знаков различия, который был одобрен Генеральным инспектором полиции Дуди Коэном. 22 сентября 2008 года представитель Генинспектора полиции официально объявил о начале переходного периода на новые знаки различия, который закончился 1 ноября 2008 года. С этой даты полицейские должны были носить только новые знаки различия, а старые знаки различия утратили силу. 
Знаки различия младших полицейских чинов (от капрала до сержанта-майора) были перенесены с рукава рубашки на лацкан воротника рубашки, как до этого носили старшие встречные чины. Новые значки заменены на металлические булавки серебристого цвета без фона. Формы эмблем были скопированы со старых эмблем и соответственно уменьшены: полая рамка из одной ленты в рамку из трех лент, плюс виноградный лист, приведенный к рангу нескольких символов.

### Новые знаки различия унтер-офицеров
Знаки различия унтер-офицеров (от «рав-самаль ришон» до" рав-нагад") были перенесены с лацканов рубашки на обшлага, как и офицерские чины.
Новые знаки отличия представляют собой металлические значки серебристого цвета в виде полой рамки из одной-трех лент. Шпилька на ленте носится на синих погонах у «синей» полиции и оливково-зеленых у пограничной стражи, на конце погона близко к шву рукава (аналогично офицерскому). Также для унтер-офицеров была добавлена маленькая серебряная булавка в виде звезды, которую носят рядом с ленточной рамкой, ближе к воротнику.